# Dungeon Siege III
Dungeon Siege III (DS III) est un jeu vidéo de type action-RPG, suite de Dungeon Siege créée à l'origine par Chris Taylor. Dungeon Siege III a été développé par Obsidian Entertainment et édité par Square Enix pour la PlayStation 3, Xbox 360, et Windows. Il est aussi disponible sur steam. Le jeu a été développé sous la supervision de Chris Taylor.
Dungeon Siege III est le premier de la série à ne pas être développé par Gas Powered Games, mais également le premier de la série à être publié par Square Enix qui a acquis la franchise de Dungeon Siege.
Le jeu est disponible depuis le 17 juin 2011.